# Exonymie
 (janvier 2012).
Si vous disposez d'ouvrages ou d'articles de référence ou si vous connaissez des sites web de qualité traitant du thème abordé ici, merci de compléter l'article en donnant les références utiles à sa vérifiabilité et en les liant à la section « Notes et références ».
L’exonymie est le fait qu'un groupe de personnes dénomme un autre groupe de personnes, un lieu, une langue par un nom distinct du nom régulier employé par l'autre groupe pour se désigner lui-même. Le nom qui en résulte, l’exonyme, est formé par traduction, adaptation, attribution, etc. Toute différence avec le nom local, y compris la notation de signes diacritiques par exemple, en fait un exonyme par rapport au nom local.

## Définition
L'exonyme est reconnu par le Groupe d'experts des Nations unies pour les noms géographiques comme un « nom géographique utilisé dans une langue pour désigner un lieu situé en dehors du territoire dont cette langue est la langue officielle. Les modes de formation des exonymes sont multiples, traductions, adaptations, etc. mais la moindre différence avec le nom local, dans la notation de signes diacritiques par exemple, entraîne de fait la création d'un exonyme. Exemples : Londres, Florence sont les exonymes français de London, Firenze ; Francia et Parigi sont les exonymes italiens de France et de Paris ».
Le dictionnaire Larousse donne comme définition d'exonyme : « Nom étranger d'un toponyme. (Exemple : Parigi est l'exonyme italien de Paris.) » mais la forme exonymie n'est pas attestée.

## Procédé
L'exonymie recourt à différents procédés pour créer une appellation. Par emprunt ou calque, comme évolution divergente ou avec des références autres, les exonymes ne se forment pas arbitrairement par rapport aux endonymes des langues locales, mais expriment souvent des rapports historiques ou culturels aux lieux ou groupes de personnes qu’ils dénomment.
Les procédés employés peuvent consister à :
- prendre un endonyme pour référence et le calquer au lieu de l'utiliser tel quel (par exemple: Royaume-Uni pour United Kingdom,  États-Unis à la place de United States, Deux-Ponts pour Zweibrücken).
- former dans la langue d’usage le mot à partir du même étymon que celui de l’endonyme (par exemple: Londres procède de la même évolution à partir du latin Londinium que London en anglais,  Lorraine et Lothringen sont tous les deux dérivés du nom de Lothaire).
- procéder à une exonymie sans rapport formel, étymologique, ou référentiel avec l'endonyme de référence (par exemple : Allemagne pour Deutschland,  Gallia en grec pour France, Rochers Liancourt en français pour Dokdo en coréen et Takeshima en japonais.

### Exemples
- L'exonyme Allemagne.
  - Les Allemands nomment leur pays Deutschland 
 Allemagne est donc l'exonyme de langue française désignant ce pays.
  - Les Britanniques la nomment Germany 
 Germany est donc l'exonyme de langue anglaise de Deutschland.
- Les Roumains se nomment eux-mêmes Român (Români au pl.) 
 Valaques était un exonyme en français jusqu'au XIXe siècle (voir Walh).
- Les colons français désignèrent par Nez-Percés et Cœur d'Alène, deux peuples indigènes d'Amérique du Nord qui se nommaient eux-mêmes Nimíipuu (Les Gens-Le Peuple) et Schitsu'umsh (Le Peuple que l'on découvre ici). Les colons anglais adoptèrent ces périphrases en ne modifiant que l'écriture qui devint : Nez Perce et Coeur d'Alene.
- En Suisse, les exonymes courants sont systématiquement indiqués sur les cartes nationales le long des frontières linguistiques, dans un couloir d'environ 10 km de large[6].

## Étymologie
Le mot exonymie est dérivé du nom « exonyme », construit à partir du préfixe exo- « externe » et du suffixe -nyme « nom » en grec.

## Évolution de l'acceptation
En tant qu'altérations des endonymes, les exonymes ont été considérés comme péjoratifs et ont suscité de la défiance. Cette dévalorisation s'est traduite dans les Conférences sur la normalisation des noms géographiques des années 1970 aux années 2000. De la IIe conférence en 1972 à la VIIIe en 2002, des recommandations ont été faites de dresser des listes d'exonymes (II/28, III/18, III/19), d'indiquer également les formes officielles locales (II/29, II/31), d'éviter d'en créer de nouveaux (III/17), ainsi que de limiter leur emploi et réduire leur usage (II/29, V/13, VIII/4). La demande a aussi été exprimée de supprimer certains exonymes (II/28), d'accélérer le processus tendant à les abolir (II/35), d'en réduire le nombre (III/18, IV/20), puis de donner la préséance aux noms nationaux officiels (V/13).
La normalisation s'est cependant limitée à l’usage international (II/31) et le processus de limitation des exonymes s’est focalisé sur ceux dont l’emploi suscite des problèmes internationaux(IV/20). 
Les exonymes qui différaient du nom officiel seulement par  omission,  adjonction ou  altération de signes diacritiques ou de l’article, ou différant du nom officiel par  déclinaison, dérivation ou résultant de la traduction d’un terme générique (III/19) ainsi que ceux résultant de la conversion d’un système d’écriture à un autre (III/14) ont été considérés comme admissibles.
Si certains exonymes comme des noms conventionnels ou des noms consacrés sont considérés comme des éléments vivants de la langue (II/28), les toponymes relèvent du patrimoine culturel immatériel tel qu'il est défini dans la Convention pour la sauvegarde du patrimoine culturel immatériel du 17 octobre 2003 (IX/4). 
Les VIIIe et IXe Conférences sur la normalisation des noms géographiques ont reconnu pleinement la signification des noms géographiques pour le patrimoine et l’identité aux échelons local, régional et national (VIII/9).
Un Groupe de travail chargé d’élaborer des mesures comme « la catégorisation de l’usage des exonymes, la publication de guides pour les endonymes et l’élaboration de directives préconisant une prise en compte des considérations politiques dans l’usage des exonymes » a été créé (VIII/4).
Les Conférences sur la normalisation des noms géographiques ont adopté plusieurs résolutions sur les exonymes mais n'ont pas pris position de manière spécifique sur les endonymes. Il y sont plutôt abordés en opposition aux exonymes.
Les endonymes ont cependant été définis respectivement comme des formes officielles locales (II/29), des noms normalisés (II/35), des noms courants nationaux (IV/20) ou des noms nationaux officiels (V/13).

## Connotations de l'usage
- Si vous ne connaissez pas le sujet, laissez ce bandeau (vous pouvez alors contacter les auteurs).
- Si vous supprimez le contenu mis en cause (vous pouvez préalablement contacter les auteurs),

argumentez précisément cette suppression dans la page de discussion
(un manque de référence n'est pas un argument ; une recherche réelle de référence doit avoir été effectuée, être formellement documentée).
L'emploi de l'exonymie est considéré par certaines personnes[Qui ?] comme ethnocentré et comme figurant parmi les symptômes de l'impérialisme culturel.

### Limites de la définition des experts de l'ONU
La ville de Casablanca, le grand port et la capitale économique du Maroc, serait un exonyme pour désigner la ville marocaine de ad-Dar al-Beïda. Et pourtant les Marocains considèrent eux-mêmes "Casa" ou "Casablanca" comme des noms bien à eux qu'ils utilisent très souvent.
La notion de langue officielle du territoire est une notion propre à l'ONU mais bien trop rigide pour convenir dans tous les cas. Les toponymes gaéliques d'Écosse ou amazighs du Maroc ne sont pas des exonymes, même s'ils sont doublés par des toponymes anglais ou arabes.
Les noms des villes et villages corses ont conservé leurs exonymes italiens, au détriment de leurs endonymes corses, bien que le corse ne fasse pas partie des langues de France.
Le nom de Pignerol que les Français donnent à la ville italienne de Pinerolo n'est pas un exonyme car la ville fut française avant d'être italienne. De même Colonia ou Cologne ne sont pas des exonymes de Köln, ni Potamos Sekouana un exonyme grec pour le fleuve Seine, ni Konstantinoupolis ou Lutèce des exonymes d'Istanbul ou de Paris.
D'inévitables adaptations phonétiques accompagnent le passage d'une langue à une autre : Moskva (Москва) donne Moscou, chaque langue s'appropriant les vocables étrangers et se donnant les moyens de le prononcer. Il faut également faire la part de l'histoire et des cohabitations linguistiques : Cologne fut latine avant d'être germanique et elle fut longtemps habitée par des Germains utilisant le latin.
Gratianopolis et Sophia Antipolis ne sont pas les exonymes grecs des françaises Grenoble et Antibes. Dans le premier cas il y a antécédence du nom à une époque où le grec était langue de l'Empire et où le français n'existait pas encore, dans le second cas retraduction rétroactive voulue par les Français eux-mêmes.
Affirmer que le mot Égypte serait un exonyme revient à dire que les Coptes et les pharaons seraient des étrangers dans leur propre pays et considérer le mot sémitique Misr ou Misraïm comme un endonyme reviendrait en revanche à accorder un privilège d'occupant légitime non seulement aux Arabes égyptiens mais aussi aux Hébreux.
Dans la langue italienne, certains exonymes d'États africains tels que Maurizio et Seicelle ont été totalement remplacés aujourd'hui par les endonymes étrangers Mauritius (île Maurice) et Seychelles.
La définition des experts de l'ONU s'explique par une vision du monde organisée exclusivement de façon juridique où coexistent des États dont les territoires sont mutuellement extérieurs les uns aux autres et où seules les langues officielles sont reconnues. Mais le monde géographique réel est aussi organisé de nombreuses autres façons. Il y a des aires linguistiques vivantes ou anciennes que l'on peut cartographier même si les langues ne sont pas reconnues officiellement ni même tolérées par les autorités de l'État. La toponymie est souvent révélatrice d'une histoire qui constitue pour les populations actuelles un patrimoine à protéger.
Il faut aussi tenir compte du fait que les populations migrent et emportent avec elles l'usage de leur langue habituelle et de quelques autres langues. Les personnes qui exercent des activités commerciales utilisent les langues de leurs clients si bien que, par exemple, le russe a remplacé le finnois parmi les langues étrangères les plus utilisées à Chypre depuis 1990.
Une vision nationaliste a fait considérer comme une menace, depuis le XIXe siècle, la proximité d'une langue étrangère à la langue nationale officielle. La France reste dans cette vision, n'ayant pas ratifié et appliqué la charte européenne des langues régionales ou minoritaires.
Au XXIe siècle, on a plutôt tendance à la considérer comme un signe ou une source de richesse culturelle ou économique. L’Union européenne, pour sa part, encourage l'apprentissage des langues et reconnaît l'existence des langues minoritaires. La signalisation routière française signale désormais parfois l'entrée d'une localité par un toponyme inscrit non seulement en français mais aussi dans une autre langue. Or ni Avignon, ni Avignoun ne sont des exonymes.

## Proposition alternative de définition
- Si vous ne connaissez pas le sujet, laissez ce bandeau (vous pouvez alors contacter les auteurs).
- Si vous supprimez le contenu mis en cause (vous pouvez préalablement contacter les auteurs),

argumentez précisément cette suppression dans la page de discussion
(un manque de référence n'est pas un argument ; une recherche réelle de référence doit avoir été effectuée, être formellement documentée).
Une autre proposition de définition de l'exonyme peut être avancée : c'est un « nom géographique utilisé dans une langue pour désigner à distance un lieu (topos) ou un peuple étranger dans une situation délibérée d'ignorance des noms ou des notions utilisés par les populations du lieu. Les contacts commerciaux et culturels équitables limitent l'exonymie à l'adaptation phonétique rendue nécessaire par le passage d'une langue à une autre ».
Selon cette définition, l'adaptation phonétique ou significationnelle (la traduction) ne seraient pas des cas d'exonymie mais au contraire des cas d'appropriation et de respect du toponyme issu d'une langue étrangère, dans un contexte linguistique où l'usage de plusieurs langues est possible en un même lieu.
La lecture exotique d'une graphie endonymique serait en revanche potentiellement génératrice de caconymie voire d'exonymie. Lire en effet Saho Paolo quand les lusophones écrivent São Paulo mais prononcent très approximativement, Sinhou Paolou car la diphtongue ni l'accent tonique en question n'existent en français, c'est manquer délibérément de respect pour le nom originel. Il serait peut-être en effet préférable de lire "Sain(t) Paol(o)" ou même de traduire "Saint-Paul". On peut prendre un autre exemple : le toponyme "Lisboa" est respecté, autant que faire se peut, par la forme anglaise "Lisbon" ou française "Lisbonne", mais il serait déformé par la prononciation prétendue endonymique Lisboha.
Les déformations faussement érudites d'une toponymie rurale mal interprétée par des cartographes officiels mais extérieurs au milieu local seraient aussi, selon la définition ci-dessus, des cas particuliers d'exonymie. Le village gascon des Pyrénées-Atlantiques qui porte le nom officiel de Saint-Dos s'appelle en réalité "Sendos" depuis des siècles et n'a aucun rapport ni avec la sainteté ni avec un personnage qui se serait appelé Dos et qui n'a jamais existé. On pourrait citer en France de nombreux exemples de cette exonymie opérant dans le cadre de la langue nationale.
La volonté du pouvoir mussolinien de rebaptiser en Ulzio la localité d'Oulx, dans la haute vallée francophone de Suze, dans les Alpes piémontaises, serait aussi, selon cette dernière définition, une tentative d'imposer l'exonymie à la population d'un lieu. Conformément aux désirs du dictateur, la vallée est devenue italophone depuis 1945, mais elle n'a jamais accepté que le toponyme italophone vienne remplacer, ni dans l'usage du lieu, ni dans la terminologie officielle, le nom francophone originel, porteur d'une histoire transalpine et d'une identité dauphinoise qui, en l'occurrence, n'exclut absolument pas l'appartenance loyale à la nation italienne.

## Exonymie et démocratie
- Si vous ne connaissez pas le sujet, laissez ce bandeau (vous pouvez alors contacter les auteurs).
- Si vous supprimez le contenu mis en cause (vous pouvez préalablement contacter les auteurs),

argumentez précisément cette suppression dans la page de discussion
(un manque de référence n'est pas un argument ; une recherche réelle de référence doit avoir été effectuée, être formellement documentée).
La notion d'exonymie et les différentes définitions qu'on peut en donner relèvent éminemment de deux questions très sensibles : l'identité nationale et son aptitude plus ou moins grande à se définir à l'intérieur d'un cadre démocratique et respectueux de tous. Il est indispensable que les deux notions complémentaires d'exonymie et d'endonymie intègrent les notions opposées de respect de l'identité ou de refus délibéré du respect de l'identité d'autrui. À cet égard, le préambule de la Déclaration des droits de l'homme et du citoyen (Paris, 1789) pourrait servir de guide : « L'ignorance, l'oubli, sont la cause de tous les maux ».
La toponymie en effet n'est pas seulement un patrimoine national, elle est un patrimoine de l'humanité. Les langues n'appartiennent pas seulement aux États qui les adoptent comme langue officielle mais à tous les locuteurs qui prennent la peine de les apprendre et de s'en servir.

## Listes existantes
- Liste des exonymes pour le pays 'France'

- Exemples d'exonymes de langue française concernant les pays :

| Exonyme          | Nom dans le peuple d'origine |
| ---------------- | --- |
| Albanie          | Shqipëria (autrefois les Albanais ont également été appelés Arnautes) |
| Allemagne        | Deutschland |
| Arménie          | Hayastan, en arménien Հայաստան , ("La terre de Haïk") |
| Bhoutan          | Druk Yul (« Terre du dragon » en dzongkha) |
| Chine            | Zhongguo (中國), les caractères signifiant (« Pays du milieu ») |
| Corée            | Chosŏn (Joseon) (조선 / 朝鮮) en Corée du Nord et Hanguk (한국 / 韓國) en Corée du Sud, mais Goryeo (고려 / 高麗), à l'origine du mot Corée, est également utilisé comme mot neutre pour désigner la Corée ; voir les articles détaillés Noms de la Corée et Pays du Matin calme. |
| Empire byzantin  | L'Empire romain ou la Romanie (Geoffroi de Villehardouin), en grec archê ton Rhômaion, litt. "État des Romains" (Constantin VII Porphyrogénète) |
| Égypte           | Miṣr (مصر) en arabe, Maṣr en arabe égyptien; signifiant « un pays » ou un « État » (du nom de Misraïm). L'exonymie est discutable. |
| Finlande         | Suomi en finnois, mais est appelée Finland en suédois |
| Géorgie          | Sakartvelo |
| Grèce            | Ἑλλάς / Hellás) ; voir Noms des Grecs. |
| Hongrie          | Magyarország |
| Inde             | Bhārat en hindi, mais India est également reconnu officiellement ; voir Origine du nom de l'Inde |
| Japon            | Nippon / Nihon (日本, « L'origine/racine du soleil », souvent traduit en Occident « pays du Soleil levant » ; voir Noms du Japon) |
| Maldives         | Dhivehi raajj'e ; (« Les îles du peuple Dhivehi » en langue dhivehi (divehi) ; voir Histoire des Maldives) |
| Maroc            | al-Maghrib (« Le Couchant » en arabe ; voir aussi Maghrib et Maghreb) L'exonymie est discutable car le royaume de Maroc (de Marrakech) fut un royaume marocain. Le mot al-Maghrib en revanche s'oppose à al-Mashreq et procède d'une vision panarabe.                             |
| Monténégro       | Crna Gora / Црна Гора (« Montagne noire » en serbe ; voir Histoire du Monténégro) |
| Nouvelle-Zélande | New Zealand / Aotearoa (« La terre du nuage long et blanc ») |
| Sumer            | Ki-en-gi (« Lieu des seigneurs civilisés ») |

- Exonymes ethniques

| Exonyme   | Nom dans le peuple d'origine                                                |
| --------- | --------------------------------------------------------------------------- |
| Aztèques  | Mexica ou Tenochca                                                          |
| Berbères  | Imazighen (singulier Amazigh, « homme libre »)                              |
| Tziganes  | Roms (« homme » en sindhi) - De nombreux exonymes existent, voir l'article. |
| Esquimaux | Inuits, Yupiks, Aléoutes                                                    |
| Incas     | Tawantinsuyu (« Quatre Coins »)                                             |
| Iroquois  | Haudenosaunee (« La Ligue de Paix et de puissance »)                        |
| Sumériens | Sag-gi-ga (« Le peuple à tête noire »)                                      |
| Touaregs  | Kel Tamasheq (« ceux de la langue tamasheq »)                               |

- Exonymes correspondant aux toponymes/villes

| Exonyme      | Nom dans le peuple d'origine                                                                    |
| ------------ | ----------------------------------------------------------------------------------------------- |
| Canton       | Guangzhou (廣州), les caractères signifiant (« Vaste Préfecture »)                              |
| Laponie      | Sápmi en same, mais est appelée Lappi en finnois (et Sameland ou Lappland en suédois)           |
| Pékin        | Beijing (chinois : 北京) : Capitale du nord                                                     |
| Taipei       | (chinois traditionnel : 臺北市) : Capitale du nord de Taïwan                                    |
| Mont Everest | Chomolugma (mont), c'est un cas certain d'exonymie                                              |
| Mont Sinaï   | Moussa (Djebel), l'exonymie est discutable car le mont fut Sinaï avant d'être le mont de Moïse. |